# Tsukiyomi no miya (Naikū)
Tsukiyomi no miya (月讀宮?) es un Santuario Shintō subordinado (betsugū) al complejo de Naikū, perteneciente al Santuario de Ise; localizado en la ciudad de Ise, en la prefectura de Mie, Japón. No hay que confundir este santuario con Tsukiyomi no miya, localizado en el complejo de Gekū y cuya escritura es diferente (月夜見宮).

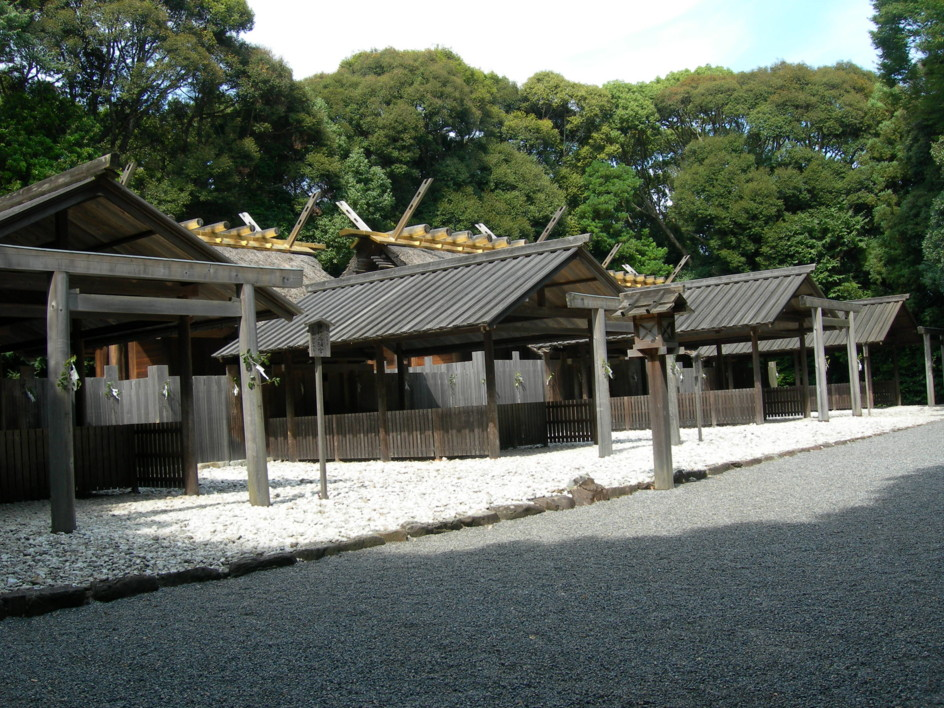
Tsukiyomi no miya.

Este santuario se encuentra a 3,8 km de Gekū y a 1,8 km de Naikū, dentro de la zona urbana de la ciudad de Ise. La principal deidad a la que se le rinde tributo es Tsukiyomi-no-mikoto (o simplemente Tsukiyomi), deidad del mundo nocturno y hermano de Amaterasu, deidad del sol y deidad principal del Santuario de Ise.
Fue fundado durante el reinado del Emperador Kanmu, en 804; posteriormente en 867, durante el reinado del Emperador Seiwa, se fundan los santuarios de Izanagi no miya e Izanami no miya; y finalmente durante el reinado del Emperador Daigo, en 827, se establece el santuario de Tsukiyomi no Aramitama no miya. Desde 1873, los cuatro santuarios se agrupan formalmente en el complejo actual de Tsukiyomi no miya.
El estilo arquitectónico de estos santuarios es el shinmeizukuri, característico del Santuario de Ise, y que recuerda al estilo usado en los graneros antiguos japoneses.

## Santuarios

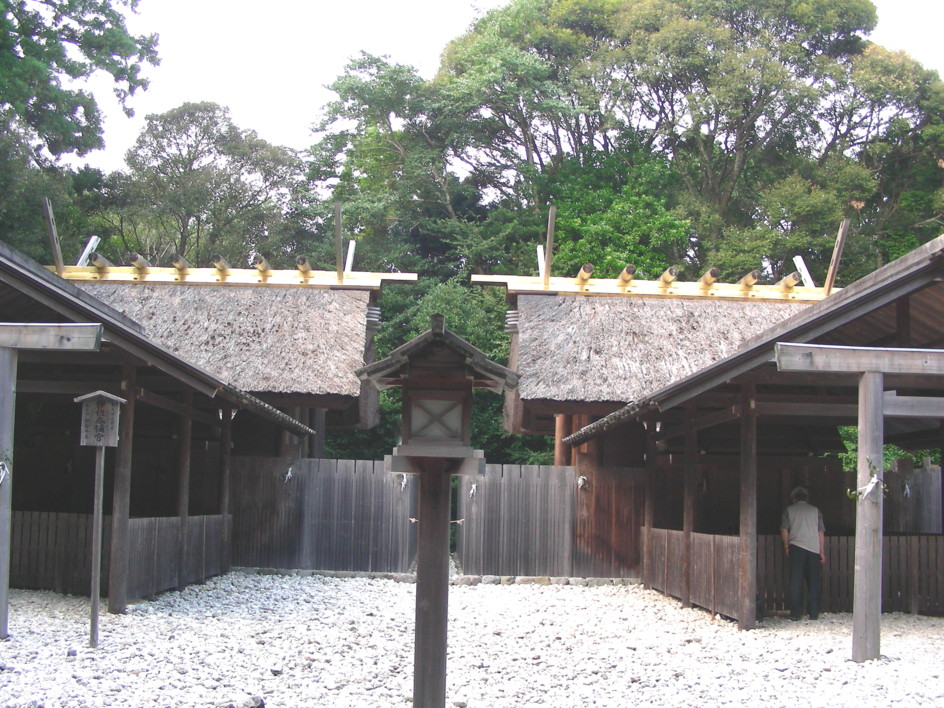
Izanagi no miya (izquierda) e Izanami no miya (derecha).

Tsukiyomi no miya es propiamente, un complejo de varios santuarios de diferentes categorías, todos subordinados al Santuario de Ise, desglosados de la siguiente manera:
Betsugū
- Tsukiyomi no miya: El propio santuario, dedicado a Tsukiyomi;
- Tsukiyomi no Aramitama no miya (月讀荒御魂宮?): Santuario dedicado al espíritu aramitama (vigoroso) de Tsukiyomi;
- Izanagi no miya (伊佐奈岐宮?): Santuario dedicado a Izanagi, padre de Tsukiyomi, Amaterasu y de otros dioses, y creador del mundo;
- Izanami no miya (伊佐奈弥宮?): Santuario dedicado a Izanami, madre de Tsukiyomi, Amaterasu y de otros dioses, y creadora del mundo.

Shokansha
Estos santuarios de menor categoría rinden tributo a deidades menores que protegen las cosechas de los campos:
- Sasatsuhiko no mikoto (佐佐津比古命?)
- Uka no mitama no mioya no mikoto (宇加乃御玉御祖命?)
- Ikarihime no mikoto (伊加利比売命?)

## Festivales
Este santuario realiza festivales de acuerdo al calendario general del Santuario de Ise. Se resaltan las siguientes:
- Saitansai (歳旦祭?): celebrado el 1 de enero, se recibe el Año Nuevo.
- Genshisai (元始祭?): celebrado el 3 de enero, se celebra los orígenes del Shintō.
- Kenkoku-kinensai (建国記念祭?): celebrado el 11 de febrero, se celebra la fundación tradicional de Japón.
- Kinensai (祈年祭?): celebrado el 18 de febrero, se realizan oraciones para pedir buenas cosechas.
- Kazahinomisai (風日祈祭?): celebrado el 14 de mayo y el 4 de agosto, se ora por tener un buen clima para las cosechas.
- Tsukinamisai (月次祭?): celebrado el 18 y 19 de junio; y luego del 18 y 19 de diciembre. Celebración en donde se rinde una larga vida al Emperador de Japón.
- Kannamesai (神嘗祭?): celebrado el 18 y 19 de octubre, se realiza la ceremonia de Ōmike, en donde se ofrece el alimento sagrado a los kami.
- Niinamesai (新嘗祭?): celebrado el 24 de noviembre; el Emperador, o un miembro de la Familia Imperial, ofrece el arroz recién cosechado ante los kami.
- Tenchōsai (天長祭?): celebrado el 23 de diciembre, es el cumpleaños del Emperador.